# نويل سيمبسون
نويل سيمبسون (بالإنجليزية: Noel Simpson)‏ (23 ديسمبر 1922 في المملكة المتحدة - 1987) هو لاعب كرة قدم بريطاني (وحمل سابقاً جنسية المملكة المتحدة لبريطانيا العظمى وأيرلندا) في مركز نصف الجناح. لعب مع كوفنتري سيتي ونادي إكزتر سيتي ونوتينغهام فورست.